# De Volewijckers
Amsterdamsche Voetbal Vereniging De Volewijckers (en español: Asociación de Fútbol de Ámsterdam Los Volewijckers), conocido simplemente como De Volewijckers, fue un equipo de fútbol de los Países Bajos que alguna vez jugó en el Campeonato de los Países Bajos, la desaparecida primera división de fútbol en el país.

## Historia
Fue fundado en el año 1920 en la ciudad de Ámsterdam y fue uno de los clubes de fútbol más fuertes de los Países Bajos en el periodo de posguerra. En 1942 logra jugar en el Campeonato de los Países Bajos por primera vez en su historia, con lo que se convirtió en el equipo de fútbol más poderoso de Ámsterdam.
En 1944 logran ganar el título de liga por primera vez, se convierten en un equipo profesional en 1954 y juegan en la Eredivisie entre 1961 y 1963.
En 1974 se fusionan con el DWS Amsterdam y el Blauw Wit Amsterdam para crear al FC Amsterdam, aunque posteriormente continuaron activos como un club aficionado hasta que en 2013 el club desaparece luego de fusionarse con el ASV-DWV para crear al DVC Buiksloot.

## Palmarés
- Campeonato de los Países Bajos: 1[2]

1943/44